# Vrchová
Vrchová, bis 1947 Berggraben, ist eine Grundsiedlungseinheit der Gemeinde Bernartice in Tschechien. Sie liegt zwölf Kilometer nordöstlich des Stadtzentrums von Trutnov an der Grenze zu Polen und gehört zum Okres Trutnov. 

## Geographie
Vrchová befindet sich über dem Královecké sedlo (Königshaner Sattel, 531 m n.m.) im Rabengebirge (Vraní hory). Das Dorf liegt linksseitig des Baches Dlouhá voda (Langwasser) an einem kleinen Seitental (Berggraben) am westlichen Fuße des Královecký Špičák (Spitzberg, 881 m n.m.). Westlich von Vrchová führen die Silnice I/16 sowie die Bahnstrecke Jaroměř–Lubawka über den Královecký průsmyk (Königshaner Pass). Nördlich erhebt sich der Valy (Schanzenberg, 600 m n.m.), im Nordosten der Mravenčí vrch/Polska Góra (Gotschenberg, 831 m n.m.) und die Szeroka (Breiter Berg, 844 m n.p.m.) sowie südöstlich der Kozlík (Kutschberg, 788 m n.m.), der Końska (Pferdeberg, 813 m n.p.m.) und der Mravenčí vrch (Ameisenberg, 837 m n.m.).
Nachbarorte sind Královec und Jurkowice (Grüssauisch Dittersbach) im Norden, Ulanowice und 
Olszyny (Erlendorf) im Nordosten, Błażejów im Osten, Uniemyśl und Bečkov im Südosten, Bernartice im Süden, Lampertice und Dvorky (Hof) im Westen sowie Černá Voda im Nordwesten.

## Geschichte
Das Dorf wurde 1700 durch die Schatzlarer Jesuiten gegründet und ist nach seiner Lage am Berggraben benannt. Zum Ende des 18. Jahrhunderts wurde die Kapelle erbaut.
Im Jahre 1833 bestand das im Königgrätzer Kreis gelegene Dorf Berggraben aus 32 Häusern, in denen 220 deutschsprachige Personen lebten. Die Bewohner waren Bauern, Weber, Spinner und Tagelöhner. Im Ort gab es ein herrschaftliches Forsthaus. 
Berggraben war nach Bernsdorf eingepfarrt. Bis zur Mitte des 19. Jahrhunderts blieb das Dorf der Herrschaft Schatzlar untertänig.
Nach der Aufhebung der Patrimonialherrschaften bildete Berggraben ab 1849 einen Ortsteil der Gemeinde Bernsdorf/Bernartice im Gerichtsbezirk Schatzlar. 1868 wurde das Dorf dem Bezirk Trautenau zugeordnet. 1869 lebten in den 33 Häusern von Berggraben 257 Personen. In dieser Zeit entwickelte sich die Arbeit in den Lampersdorfer und Schatzlarer Steinkohlengruben zur Haupterwerbsquelle der Bewohner: während die meisten Männer in die Kohlenschächte einfuhren, bewirtschafteten die Frauen die Felder und hielten Vieh. Außer der Kapelle und einem Wirtshaus gab es keine Infrastruktur in Berggraben. Im Jahre 1900 bestand das Dorf aus 33 Häusern und hatte 201 Einwohner. 1921 hatte Berggraben 181 Einwohner. Nach dem Münchner Abkommen wurde das Dorf im Herbst 1938 dem Deutschen Reich zugeschlagen und gehörte bis 1945 zum Landkreis Trautenau. Nach dem Ende des Zweiten Weltkrieges 1945 kam Berggraben zur Tschechoslowakei zurück und die deutsche Bevölkerung wurde vertrieben. Im Jahre 1947 wurde das Dorf in Vrchová umbenannt. 1950 lebten in den 37 Häusern von Vrchová 146 Menschen. Im Jahre 1961 hatte Vrchová nur noch 85 Einwohner. Im März 1980 verlor das nur noch spärlich bevölkerte Dorf den Status eines Ortsteils von Bernartice. 1991 lebten in den 12 Wohnhäusern von Vrchová 12 Personen. Im Jahre 2011 gab es in Vrchová 13 Wohnhäuser und 22 Einwohner.

## Ortsgliederung
Die Grundsiedlungseinheit Vrchová ist Teil des Katastralbezirkes Bernartice.

## Sehenswürdigkeiten
- Kapelle, erbaut zum Ende des 18. Jahrhunderts
- Královecký Špičák